# مدرسه کسب‌وکار استونی
مدرسه کسب‌وکار استونی (انگلیسی: Estonian Business School) یک دانشگاه آموزش عالی در تالین، استونی است.
این دانشگاه که در سال ۱۹۸۸ تأسیس شده آموزش عالی مربوط به تجارت و کسب‌وکار را در سه مقطع کارشناسی، کارشناسی ارشد و دکترا ارائه می‌دهد.